# Berlin-Witzleben
Witzleben is een buurt in het Berlijnse stadsdeel Charlottenburg (district Charlottenburg-Wilmersdorf). Het gebied omvat de Lietzensee en wordt begrensd door de Kaiserdamm in het noorden, de Windscheid- of Suarezstraße in het oosten, de Stadtbahn in het zuiden en de Ringbahn in het westen. In de Kiez wonen ongeveer 14.000 inwoners.
Rond 1820 verwierf de Pruisische staats- en oorlogsminister generaal Job von Witzleben het gebied rond de Lietzensee. Hij liet aan de westzijde van het meer een park met landhuis optrekken. Sinds 1840 is "Park Witzleben" de officiële naam. Na de dood van Witzleben, veranderde het park verschillende malen van eigenaar.
In 1899 begon de ontsluiting van Witzleben. Het Terrain-Gesellschaft Park Witzleben verwierf het park en liet de Kantstraße verlengen. Deze ontsluiting, de Neue Kantstraße, liep over een opgeworpen dam midden in de Lietzensee. Hierdoor kreeg het meer de vorm van een gebogen acht. In de periode vóór de Eerste Wereldoorlog kwamen er vooral betere huurwoningen en verder bedrijfsgebouwen.

## Referenties

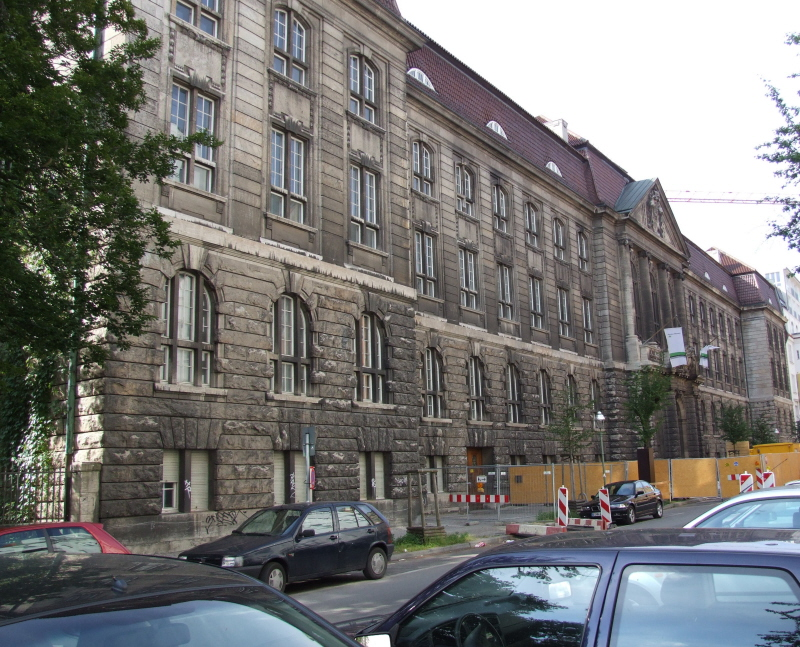
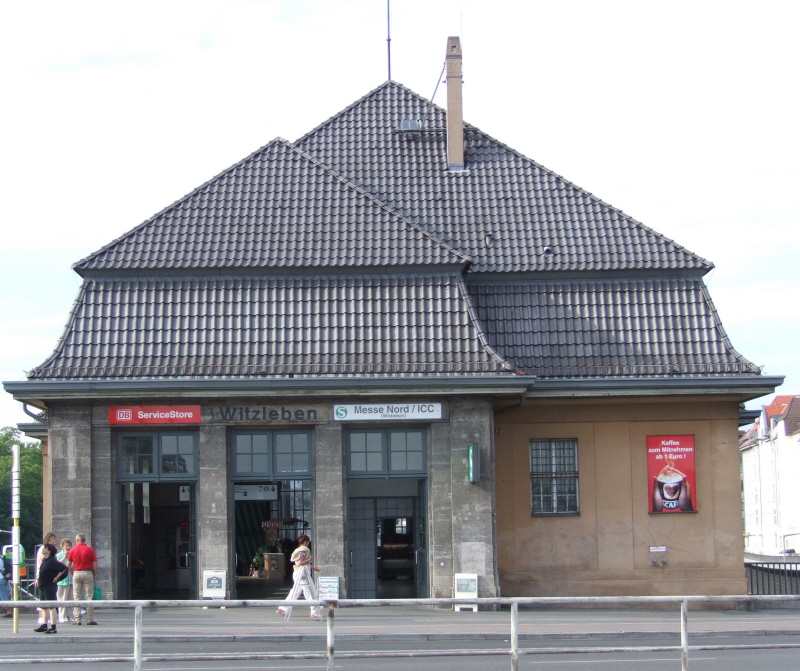
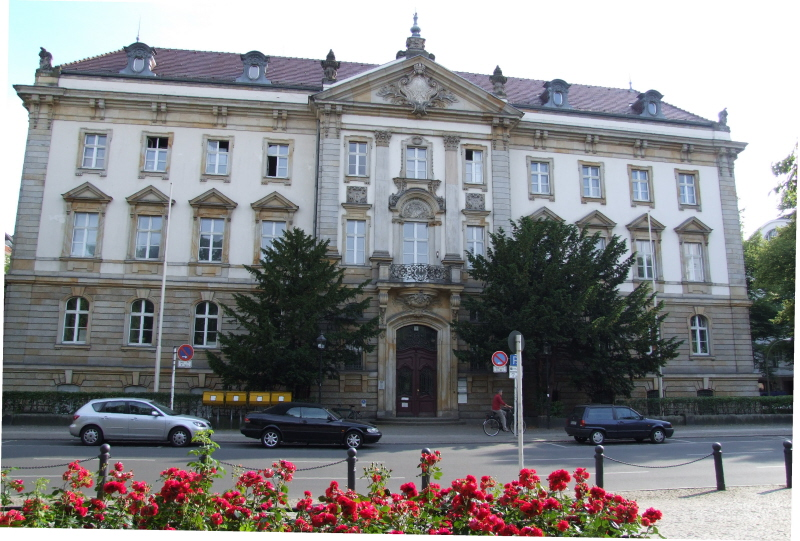
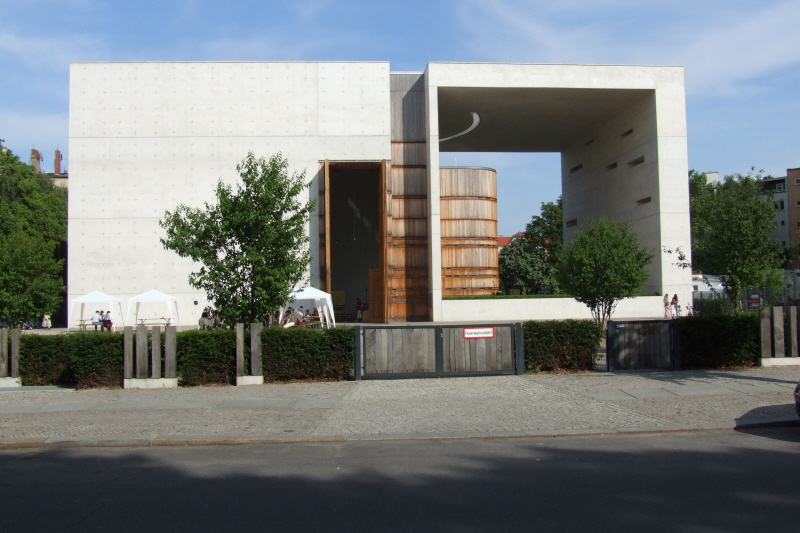